# Chloe Chua

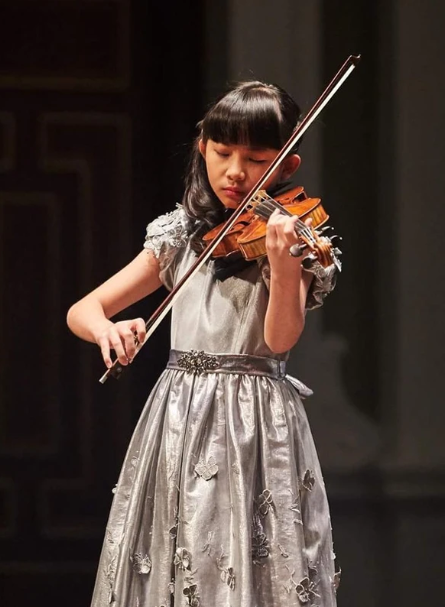
Chloe Chua, 2018

Chloe Chua (chinesisch: 蔡珂宜, * 7. Januar 2007) ist eine singapurische Geigerin. Sie war zusammen mit Christian Li die Gewinnerin des ersten Preises in der Juniorenklasse des Menuhin-Wettbewerbs 2018 in Genf.

## Leben
Chloe Chua stammt aus Singapur, ihre Mutter ist Musikpädagogin. Sie begann mit zweieinhalb Jahren mit dem Klavierspiel. Im Alter von vier Jahren begann sie mit dem Geigenunterricht an der Nanyang Academy of Fine Arts. Ihr Geigenlehrer ist Yin Ke.
Chua ist bereits weltweit aufgetreten, unter anderem in Italien, China, Großbritannien, Thailand, Saudi-Arabien und Singapur sowie bei Festivals wie dem Singapurer Geigenfestival. Chua trat unter anderem mit dem Singapore Symphony Orchestra, dem Xiamen Philharmonic Orchestra, den Salzburger Kammersolisten, dem Russischen Nationaljugendorchester, dem Kammerorchester Basel und dem China Philharmonic Orchestra auf.
Chloe Chua spielte früher auf einer Geige von Vincenzo Postiglione (Neapel 1884) und nach dem Gewinn des Menuhin-Wettbewerbs ein Jahr lang auf einer Amati-Geige von 1625. Derzeit (2021) spielt sie auf einer Geige von Pietro Guarneri (Venedig 1729).

## Auszeichnungen
- Grand Prize in der Juniorenklasse, Internationaler Streicherwettbewerb Thailand[5]
- 2015: Dritter Platz in der  Juniorenklasse, Nationaler Klavier- und Violinwettbewerb Singapur[5]
- 2017: Dritter Platz in der Kategorie A, Internationaler Mozart-Wettbewerb Zhuhai[5]
- 2017: Erster Platz, 24. Internationaler Violinwettbewerb „Andrea Postacchini“[6]
- 2017: Erster Platz in der Juniorenklasse, Nationaler Klavier- und Violinwettbewerb Singapur[5]
- 2018: Erster Platz in der Juniorenklasse, Menuhin-Wettbewerb[4][7]